# Mikkel Rask (komiker)
 Ikke at forveksle med fodboldspilleren Mikkel Rask.
Mikkel Rask (født 1987 i Hjørring) er en dansk standupkomiker, som vandt DM i stand-up-comedy 2015 og har medvirket i Comedy Aid 2015 til 2018. Han startede som standupkomiker, da han var 18. Han er kendt for at snakke om hverdagens absurditeter.
Han udgav sit første one-man show "Hvad Fatter Gør" i 2018. Efterfølgende har han udgivet one-man showet "Rasende". 
Mikkel er glad for asiatisk kultur, dyrker kampsport og har 3 børn. Ting som han til tider taler om når han optræder. 